# IC 4869
IC 4869 је спирална галаксија у сазвјежђу Паун која се налази на листи објеката дубоког неба у Индекс каталогу.
Деклинација објекта је - 61° 1' 41" а ректасцензија 19h 36m 2,4s. Привидна величина (магнитуда) објекта IC 4869 износи 13,0 а фотографска магнитуда 13,6. Налази се на удаљености од 22,6 милиона парсека од Сунца. IC 4869 је још познат и под ознакама ESO 142-25, AM 1931-610, IRAS 19316-6108, PGC 63398.